# (4489) Dracio
(4489) Dracio es un asteroide perteneciente a los asteroides troyanos de Júpiter descubierto por Edward L. G. Bowell desde la Estación Anderson Mesa, en Flagstaff, Estados Unidos, el 15 de enero de 1988. Debe su nombre a uno de los capitanes griegos durante el sitio de Troya. 

## Características orbitales
Dracio orbita a una distancia media del Sol de 5,228 ua, pudiendo acercarse hasta 4,924 ua y alejarse hasta 5,532 ua. Tiene una inclinación orbital de 22,2 grados y una excentricidad de 0,05816. Emplea en completar una órbita alrededor del Sol 4366 días.

## Características físicas
La magnitud absoluta de Dracio es 9,1. Emplea 12,58 horas en completar una vuelta sobre su eje y tiene 92,93 km de diámetro. Se estima su albedo en 0,0514.